# Charles Estienne

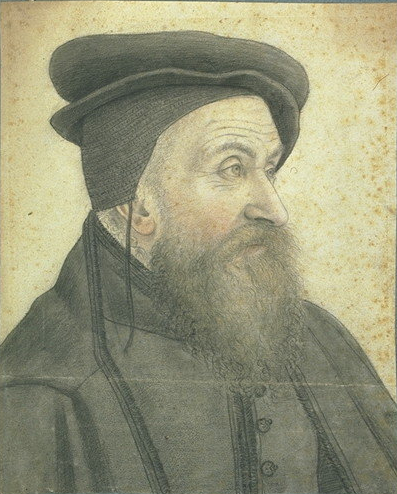
Anonieme portrettekening

Charles Estienne, gelatiniseerd Carolus Stephanus (Parijs, 1504 – aldaar, 1564) was een vroege vertegenwoordiger van de anatomische wetenschap in Frankrijk en een drukker. Hij was een jongere broer van de bekende drukker Robert Estienne, en de zoon van drukker en boekverkoper Henri Estienne alias Henricus Stephanus. Ook was hij de schoonzoon van Simone de Colines.

## Biografie
Nadat Charles Estienne enige tijd in een atelier had gewerkt en eerst klassieke talen had gestudeerd, ging hij in Parijs in dezelfde tijd als Andreas Vesalius geneeskunde studeren bij Jacobus Sylvius. Hij behaalde een doctorsgraad, waarna hij samen met zijn vriend Estienne de la Rivière een geïllustreerde anatomie uitbracht. Hoewel hij verschillende belangrijke ontdekkingen deed op het gebied van onder meer de osteologie en de neurologie, was het onderzoek dat Estienne op dit gebied verrichtte in sommige opzichten toch inferieur was aan dat van Italiaanse geneeskundigen uit ongeveer dezelfde tijd of iets eerder, zoals Alessandro Achillini. 
Lazare de Baïf vertrouwde Charles Estienne het privé-onderwijs toe van zijn zoon Jean-Antoine de Baïf, een van de latere dichters die deel uitmaakte van de Pléiade. Of Estienne ook in het openbaar les gaf, is niet bekend. 
In 1551 nam Charles Estienne de drukkerij van zijn broer Robert over. Volgens manuscripten in de koninklijke bibliotheek liet hij in datzelfde jaar een Griekse tekst van Appianus drukken. In 1552 bracht hij La guide des chemins de France uit, een reisgids waarin 283 routes door Frankrijk waren beschreven. Het werk, een van de eerste in dit genre, ging tegen 1568 door 28 edities. Het succes was mee te danken aan de uitgekiende typografie, die een klein formaat toch leesbaar wist te houden. Estienne raakte aanvankelijk zeer in de gunst bij de koning, maar hij werd zwartgemaakt in een brief die Jean Maumont schreef aan Jules César Scaliger. In 1561 is hij vermoedelijk wegens achterstallige schulden opgesloten, waarna hij zijn laatste jaren als gevangene sleet.

### Publicaties in het Latijn (selectie)
1. De vasculis libellus, adulescentulorum causa ex Baysio decerptus. Addita vulgari Latinarum vocum interpretatione, Parijs : Charles Estienne, 1536 ;
2. De re vestiaria libellus, ex Bayfio excerptus: addita vulgaris linguae interpretatione, in adulescentulorum gratiam atque utilitatem. Lyon : (Melchior & Gaspar Trechsel), 1536, Parijs, 1555, in-8° ;
3. Seminarium, et Plantarium fructiferarum praesertim arborum quae post hortos conseri solent, Denuo auctum & locupletatum. Huic accessit alter libellus de conserendis arboribus in seminario: deque iis in plantarium transserendis atque inserendis, 1536 ; Parijs : Roberti Stephani, 1540 ;
4. De re hortensi libellus, vulgaria herbarum, florum, ac fructicum. qui in hortis conseri solent, nomina Latinis vocibus effere docens ex probatis autoribus. In puerorum gratium atq(ue) utilitatem, Estienne, 1539 ; Parisj : Robert Estienne 1543 ; Parijs : Rob. Stephani, 1545 ;
5. De nutrimentis, as baillyum, Robert Estienne, 1550 ;
6. Dictionarium historicum ac poeticum : omnia gentium, hominum, locorum, fluminum, ac montium antiqua recentioramque ad sacras ac prophanas historias, poætarumque fabulas intelligendas necessaria, vocabula, bono ordine complectens. Nunc demum ultra praecedentes impressiones, studiosorum aliquot opera & locupletius & nitidius redditum, 1553 ;
7. Dictionarium latino-gallicum, Parijs, in-fol.
8. Thesaurus Ciceronis, Parijs, 1556, in-fol.
9. Dictionarium historico-geographico-poeticum, Genève, in-4°
10. Lexicon historicum, geographicum, poeticum. Hanc postremam editionem Fed. Morellus. ita recensuit ac recognovit. Parisiis, apud Joannem Libert, 1644.

### Publicaties in het Frans (selectie)
1. La Dissection des parties du Corps humain divisée en trois livres, Parijs : Simon de Colines, 1546, Franse vertaling van De Dissectione partium corporis humani ;
2. Abrégé de l'Histoire des vicomtes et ducs de Milan, 1552, in-4°;
3. La guide des chemins de France [Texte imprimé] : reveue et augmentée ; Les fleuves de France : aussi augmentez par Charles Estienne..., Parijs, 1552, in-8°. Een soort van reisgids, waarvan de tekst binnen iets meer dan 15 jaar (1552 - 1568) 28 keer werd gepubliceerd.
4. Paradoxes, ce sont propos contre la commune opinion: debatuz, en forme de declamations forenses: pour exerciter les jeunes esprits, en causes difficiles, Parijs : Charles Estienne, 1553;
5. Praedium rusticum, In Quo Cuiusuis Soli vel Culti vel Inculti Platarum Vocabula ac Descriptiones, Earumque Conseredarum atque Excolendarum Instrumenta suo Ordine Describuntur, Parijs, 1554 ;
6. Le Sacrifice, Lyon, 1543, in-8° ; opnieuw uitgegeven onder de titel Abusés, Parijs, 1556, in-16; een vertaling van de Italiaanse komedie Gli ingannati ("de bedrogenen");
7. Les figures et portraicts des parties du corps humain, Parijs : in 1575 uitgegeven door Jacques Kerver.

## Voetnoten
1. ↑  Mark Greengrass, Christendom Destroyed. Europe, 1517-1648, 2014, p. 255. Gearchiveerd op 11 juni 2023.

- Bibsys: 99028937
- Biblioteca Nacional de España: XX4769579
- Bibliothèque nationale de France: cb12214260c (data)
- Catàleg d'autoritats de noms i títols de Catalunya: 981058524432206706
- CiNii: DA11852454
- Digitale Bibliotheek voor de Nederlandse Letteren: stev025
- Stuttgart Database of Scientific Illustrators 1450–1950: 1547
- Gemeinsame Normdatei: 121000109
- International Standard Name Identifier: 0000 0001 2148 5789
- Library of Congress Control Number: n85086884
- Mathematics Genealogy Project: 125423
- Nationale Bibliotheek van Tsjechië: nlk20010095015
- Nationale Bibliotheek van Israël: 987007260797605171
- Nederlandse Thesaurus van Auteursnamen: 071148132
- Istituto Centrale per il Catalogo Unico: RAVV025479
- LIBRIS: 288297
- Système universitaire de documentation: 030800579
- Trove: 1307914
- Virtual International Authority File: 116409342
- WorldCat: E39PBJxxkDJr4Wf6ykfywt4Dv3